# Таинственный мир Санта-Клауса
Таинственный мир Санта-Клауса (фр. Le monde secret du Père Noël) — французско-канадский анимационный мини-сериал о Санта-Клаусе и его помощниках, эльфах.

## Сюжет
Рождество бывает один раз в году, и к подготовке этого праздника нужно подойти с большой ответственностью. Вот почему Санта-Клаус и его верные помощники усердно трудятся в течение всего года. Дедушке Санте помогают забавные эльфы, приветливый белый медведь, преданные олени и другие многочисленные друзья. Правда, среди его окружения есть и недруги, желающие сорвать рождественские планы, — это два ворчливых тролля. Злодеи постоянно стремятся напакостить Санта-Клаусу, но частенько сами попадают в свои же ловушки.

## Положительные персонажи

### Санта-Клаус
Добрый старичок, развозящий на санях с оленями рождественские подарки. У него есть три помощника-эльфа, работающие вместе с ним на небезызвестной фабрике по изготовлению подарков. Неизвестно, сколько он работает Сантой, но в серии «Двенадцать подвигов Санта-Клауса» было показано, что пробыл Сантой никак не меньше 100 лет. Одет в классический для Санты красный костюм, колпак, штаны и чёрные сапоги с золотыми пряжками.

### Торен
Единственная девочка-эльф на фабрике. Заботливая и добрая. Как и все эльфы, Торен любит угождать Санте. Следит за общей безопасностью. В число её способностей входит умение летать, быть невидимой на некоторое время, а также переводить любой известный язык на планете, включая звериный.

### Гуилфи
Самый высокий эльф на фабрике. Хорошо разбирается в механике. Носит красный колпачок и ходит с постоянно закатанными рукавами. Не является обладателем почётного звания «мастера-эльфа» и не обладает магическими способностями (кроме последнего эпизода, когда у него проявляется телекинез), поэтому его обычно оставляют на фабрике.

### Джорди
Вероятно, самый старый эльф, так как обладает самыми изысканными магическими способностями. Маленького роста, носит колпак с красным помпоном. «Мозг» компании, однако иногда совершает необдуманные поступки. Умеет превращаться в любое животное.

### Бальбо
Белый медведь, ассистент Санты. В одной из серий упоминается, что Санта нашёл маленького Бальбо одного на леднике посреди моря и забрал его к себе. Очень игрив и ужасно ловок. Обычно охраняет фабрику игрушек вместе с Гуилфи. Влюблён в Торен.

### Олени
Вместо обычных семерых, тут только три оленя, тянущие сани Санты: Рудольф, его папа Доннер и болтливый Блитзен. Первые два не играют большой роли в сюжете и только однажды у Рудольфа появилась своя собственная серия.

## Злодеи

### Бородище
Злой человекоподобный тролль, главный антагонист Санты, мечтающий сделать так, чтобы Рождество никогда не настало. Появляется почти в каждой серии. Пытается поймать Санту, но часто попадает в свои же сети. Большой тролль с длинной голубой бородой и лысой конусообразной головой. Любит покомандовать Дудли и играть на гитаре (что, правда, у него не очень хорошо получается).

### Дудли
Прихвостень Бородище. Тоже тролль, но является близким родственником эльфов, о чём говорят его уши. Хоть он может быть подлым и злым, как Бородище, но часто помогает Санте и его друзьям (возможно, он делает это просто, чтобы спасти свою шкуру). Не любит Бородища из-за грубого отношения к нему.

## Эпизоды
| 1  | Волшебная жемчужина                          |
| 2  | Двенадцать подвигов Санта-Клауса             |
| 3  | Маленькие гении                              |
| 4  | Исчезновение Рудольфа                        |
| 5  | Звездный мальчик                             |
| 6  | Леон и Рождество                             |
| 7  | Подарок на двоих                             |
| 8  | Супер-кролик                                 |
| 9  | Талисман                                     |
| 10 | Ковер-самолет                                |
| 11 | Мемуары Санта-Клауса                         |
| 12 | Волшебная палочка                            |
| 13 | Мальчик, который хотел снова стать маленьким |
| 14 | Подарок для Санта-Клауса                     |
| 15 | Рождественская конференция                   |
| 16 | Рассказ о троллях                            |
| 17 | Рождество для Дадли                          |
| 18 | Возвращение Санта-Клауса                     |
| 19 | Высокая маленькая девочка                    |
| 20 | Плюшевый медвежонок                          |
| 21 | Украденное рождество                         |
| 22 | Бунт в стране игрушек                        |
| 23 | Послание в бутылке                           |
| 24 | Бальтазар не может принять решение           |
| 25 | Самая длинная ночь                           |
| 26 | Секреты Санта-Клауса                         |